# Graham Cairns-Smith
Alexander Graham Cairns-Smith (* 24. November 1931; † 26. August 2016 in Uplawmoor) war Chemiker und Molekularbiologe an der Universität von Glasgow.
Bekannt wurde Cairns-Smith für sein 1985 erschienenes Buch Biologische Botschaften. Eine Detektivgeschichte der Evolution (Originaltitel: „Seven Clues to the Origin of Life“). Darin vertritt er die Theorie, dass die Selbstreplikation von löslichen Tonmineralen der Schritt zwischen unbelebter Materie und Leben sei. Er lehnt andere Theorien wie Chemische Evolution ab, auch das Miller-Urey-Experiment und die RNA-Welt.
Cairns-Smith hat auch ein Buch über die Evolution des Bewusstseins verfasst (Evolving the Mind, 1996), wobei er der Quantenmechanik eine wichtige Rolle im menschlichen Denken zuschreibt.

## Tonminerale als Übergang zwischen tot und lebendig
Cairns-Smiths Theorie besagt, dass lösliche Tonminerale der Schritt zwischen toter Materie und Lebewesen seien. Seine Theorie ist folgendermaßen: Tonminerale lagern sich in der Natur ab, indem sich lösliche Silikate absetzen. Dadurch behalten die Minerale ihre Struktur bei, während sie wachsen. Sie können irgendwann brechen, wachsen aber weiter. Wenn sich zahlreiche Minerale mit einer bestimmten äußeren Struktur absetzen, können sie dabei ihre Umwelt schädigen, was die Chancen für zukünftiges Wachstum schmälert. Beispielsweise können Mineralstrukturen, die besonders klebrig sind, leichter einen Schluffgrund erzeugen, welcher für zukünftige Ablagerungen günstig ist. Es ist denkbar, dass diese Effekte dazu führen, dass sich flache Gebiete ausbilden, welche wahrscheinlicher der Luft ausgesetzt sind. Die Luft trocknet die Minerale und der Wind verbreitet sie über ein großes Gebiet. In dem zufälligen Landegebiet würden diese Partikel dann wieder anfangen zu wachsen, wobei sie wiederum ihre Struktur weitergeben, nämlich eine, die flache Ebenen erzeugt. Dadurch würde sich diese Struktur im Laufe der Zeit sehr verbreiten. Obwohl es sich hierbei um eine anorganische und tote Substanz handelt, würden sich im Laufe der Zeit bestimmte Kristallstrukturen in einer bestimmten Umgebung durchsetzen, was zu vergleichen ist mit natürlicher Selektion.
Diese natürliche Selektion würde schließlich auch dazu führen, dass sich besonders Kristallstrukturen durchsetzen würden, die in der Lage sind, spezielle Moleküle an sich zu binden (diese Moleküle verbessern das Replikationspotential). So können recht komplexe proto-organische Moleküle durch die Oberfläche der Silikate katalysiert werden. Letztlich könnten auf diese Weise die komplexen organischen Moleküle die „Führung“ über ihre „Silikattransportboxen“ übernehmen und ein unabhängiger Ort für Selbstreplikation werden. Falls dies so war, könnte man dies als erste Exaptation betrachten, der Moment, in dem komplexe Moleküle mit Hilfe von Kristallen erstmals Selbstreplikation und Selbstverbreitung durchführen konnten.
Cairns-Smiths Theorie wird von den meisten Wissenschaftlern nicht anerkannt. Richard Dawkins erwähnt sie jedoch in seinem Buch Der blinde Uhrmacher als ein Beispiel für Spontanzeugung.

## Schriften
- Biologische Botschaften. Eine Detektivgeschichte der Evolution. Fischer-Taschenbuch-Verlag, Frankfurt am Main 1993, ISBN 978-3-596-28719-2.
- An approach to a blueprint for a primitive organism. In: Waddington (Hrsg.): The Origin of Life: Towards a Theoretical Biology. Vol. 1, 1968, S. 57–66.
- Genetic Takeover and the Mineral Origins of Life. Cambridge University Press, New York 1985, ISBN 0-521-23312-7 (Erstausgabe:  1982, Nachdruck).
- Seven Clues to the Origin of Life. Cambridge. Cambridge University Press, New York 1985, ISBN 0-521-27522-9.
- Evolving the Mind. On the Nature of Matter and the Origin of Consciousness. Cambridge University Press, New York 1996, ISBN 0-521-40220-4.
- Secrets of the Mind. A Tale of Discovery and Mistaken Identity. Springer, New York 1999, ISBN 0-521-40220-4.